# Firpo Segura
Francisco Segura García, (Ciudad de México, 10 de octubre de 1907—15 de enero de 1968), más conocido como Firpo segura fue un actor y campeón mundial de boxeo en la categoría de peso semicompleto.

## Biografía
Francisco Segura nació el 10 de octubre de 1907 en la calle de Soto en la Colonia Guerrero, en Ciudad de México.
En 1926 fue el campeón nacional de boxeo en peso semicompleto hasta su retirada, en 1929, invicto.
El 7 de marzo de 1934 debutó como luchador y fue el que a más luchadores extranjeros se enfrentó.
En 1937 posó para la escultura del congreso del trabajo.
El 20 de marzo de 1955 se retiró como luchador y en ese mismo año actuó en la película Guantes de oro.
El 26 de abril de 1956, una vez retirado de la lucha libre, inauguró la actual Arena México, considerada la catedral de la lucha libre mexicana.
Francisco Segura García falleció el 15 de enero de 1968 a causa de una negligencia médica provocándole un infarto de corazón.
En 1988 entró en el Salón de la Fama como El rey del derechazo.

## Filmografía
- La maldición de la momia azteca (1961).
- Santo contra los zombis (1961).
- Neutrón contra el criminal sádico (1961).
- Los reyes del sol (1961).
- Luchador fenomenal (1961).
- Los tigres del ring (1965).
- Paso a la juventud (1965).
- Santo contra el espectro (1965).